# Пирита (район)
Пи́рита (эст. Pirita) — район Таллина, столицы Эстонии. Официально был образован в 1993 году и включает в себя также одноимённый микрорайон.

## География
Расположен на северо-востоке города. На юге граничит с районом Ласнамяэ, на юго-западе — с районом Кесклинн. На западе выходит к Таллинскому заливу Балтийского моря. Площадь района Пирита — 18,88 км² (в других источниках 18,73 км²), что составляет 11,8 % от общей площади Таллина.

## Микрорайоны
Включает в себя 9 микрорайонов:
1. Пирита,
2. Меривялья,
3. Маарьямяэ,
4. Козе (Пирита-Козе),
5. Мяхе,
6. Клоостриметса,
7. Лепику,
8. Лайакюла,
9. Иру[7].

Главные улицы: Пирита, Козе, Меривялья, Рандвере, Пярнамяэ.
По территории района протекает река Пирита.
Пирита, как и Нымме, считается одним из самых престижных районов Таллина. Большие производственные объекты отсутствуют. В застройке преобладают индивидуальные жилые дома и малоэтажные квартирные дома.

## Символика
Герб района утверждён 20 декабря 1994 года с описанием: «Синий щит с серебряным солнечным крестом, на котором пурпурные кружки 1+3+1. Под солнечным крестом волнистый пояс» и обоснованием: «В гербе изображен солнечный крест ордена Святой Бригитты, являющийся знаком монастыря Девы Марии ордена Святой Бригитты, который расположен в городской части Пирита. Также солнечный крест является одним из древних символов солнца и символизирует Пирита как хорошее место отдыха. Пурпурные кружки, олицетворяющие раны Христа, также символизируют пять поселений, входящих в Пирита. Волнистый пояс напоминает о реке Пирита, синий щит — цвет воды Таллинского залива. Синий и серебряный являются эстонскими национальными цветами, цветами Девы Марии и цветами флага Таллина».
Флаг утверждён 20 декабря 1994 года с описанием: «Синее полотнище с главной фигурой герба Пирита — белым крестом-кольцом c пурпурными шарами 1+3+1.Отношение ширины флага к длине как 7:9, нормальный размер — 105х135 см. На торжественном знамени изображается серебряный крест-кольцо с пятью фиолетовыми эмалированными шарами».

## История
Самым старым местом поселения на территории современного Пирита являются окрестности монастыря Святой Бригитты, который начали возводить в начале XV века. Монастырь Бригитты (также Биргитты) с годами приобрёл эстоноязычное название Пирита. Одновременно возникла и деревня, согласно письменным источникам 1407 года носившая название Мариендаль (Mariendal). До Второй мировой войны окрестности монастыря не входили в состав Таллина, и официально этот район назывался деревня Пирита. Здесь было только три жилых дома, и все они были построены в 1902 году. Компактная застройка в окрестностях монастыря стала возникать с 1908 года. К концу 1930-х годов здесь насчитывался 31 дом (недвижимость).

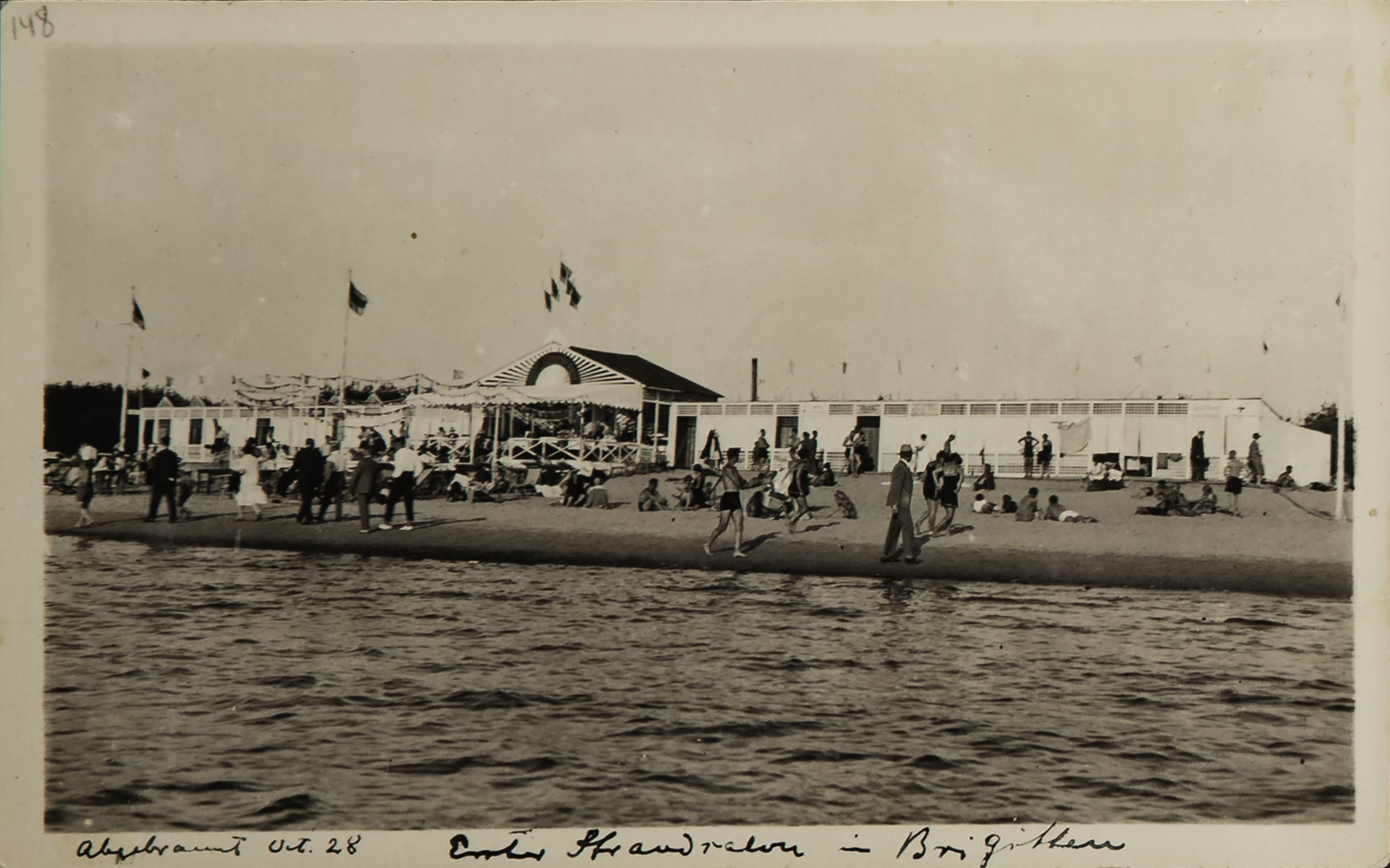
Временная купальня на пляже Пирита, 1928 год

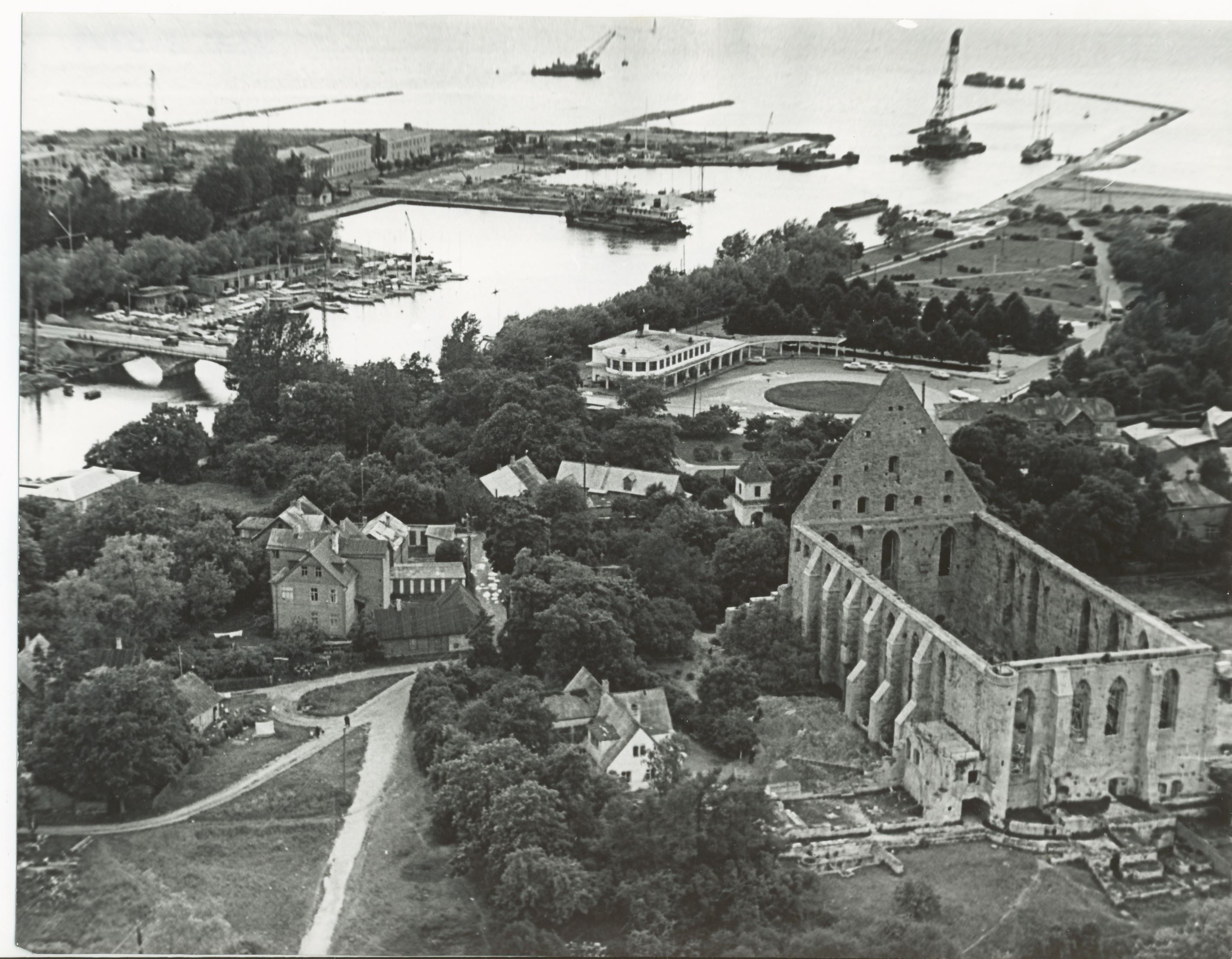
Микрорайон Пирита и устье реки Пирита с высоты птичьего полёта, 1970-е годы

В конце XIX века — начале XX века на границе Ревеля и за его пределами возникли дачные участки, которые в ходе дальнейшего развития превратились в жилой район (русское название — Бригитовка), застроенный домами на одну семью. В 1875—1877-х годах первые дачи были построены на северо-востоке города: в Маарьямяэ и Козе. В 1908 году одиночные дачи были выстроены в окрестностях реки Пирита. В 1930—1934 годах были построены дороги Пирита—Козе и Клоостриметса. После Второй мировой войны частными домами были застроены районы современных улиц Маарьямяэ и Варсааллика. 
Создание пляжа Пирита началось в 1925 году, когда санаторий «Клоостриметс» взял в аренду на 60 лет лесной участок у моря от реки Пирита до Меривялья. В 1926 году на берегу моря была построена временная купальня, где был буфет, гардероб и кабинки для купальщиков. В проведённом в 1927—1928 годах конкурсе на планировку пляжной зоны Пирита первую премию получил проект «Воздух, вода и солнце» (эст. Õhk, vesi ja päike), авторами которого были архитекторы Антон Соанс, Эдгар Куузик и Франц де Фриз (Frans de Vries). К лету 1929 года здание было готово. В его центральной части находился большой курзал с балконом, откуда лестницы вели к берегу моря. В крыльях здания размещались кабинки для купальщиков и душевые. В здании также работали почтовое отделение и пункт оказания врачебной помощи. В годы Второй мировой войны здание сгорело и затем было восстановлено в несколько изменённом виде. В 1979 году его снесли в связи с началом строительства нового пляжного здания на том же месте.
Уже в 1925 году городские власти рассматривали вопрос расширения административных границ Таллина, учитывая необходимость создания купальной зоны на пляже в Виймси, возведения общественного парка в Клоостриметса, создания садового городка в районе Лиллепи—Варсааллика и пожелания о строительстве дач между рекой Пирита и Нарвским шоссе до деревни Иру. Первоначально дачный городок, а позже — район частных жилых домов, возник в Меривялья. В конкурсе идей по планировке садового городка в 1928 году победу одержал проект Эугена Хаберманна и Антона Соанса. Окончательную планировку разработали архитекторы Эрнст Кюхнерт и Роберт Натус. К 1932 году было выделено уже 252 земельных участка под застройку. Строительство в Пирита частных жилых домов продолжилось и в советское время. В Мяхе был основан садовый кооператив. Большие изменения в облике Пирита произошли в связи с Олимпийскими играми 1980 года, к которым в районе провели широкую улицу Пирита и построили представительный Олимпийский центр парусного спорта (в настоящее время используется как отель, спортивный и офисный центр).
После восстановления Эстонской Республики и последовавшего за этим возвратом земель прежним собственникам в 1990-х годах в Пирита начался новый всплеск строительства частных жилых домов, который интенсивно продолжается до настоящего времени.

## Население
По данным Регистра народонаселения, который ведёт Министерство внутренних дел Эстонии, по состоянию на 1 января 2020 года в Пирита проживали 18 997 человек. Темпы роста численности населения района остаются самыми высокими в городе, в частности, в период с 2003 по 2012 год число его жителей выросло на 60 %. 
| Численность населения района Пирита на 1 января по данным Регистра народонаселения | Численность населения района Пирита на 1 января по данным Регистра народонаселения | Численность населения района Пирита на 1 января по данным Регистра народонаселения | Численность населения района Пирита на 1 января по данным Регистра народонаселения | Численность населения района Пирита на 1 января по данным Регистра народонаселения | Численность населения района Пирита на 1 января по данным Регистра народонаселения | Численность населения района Пирита на 1 января по данным Регистра народонаселения | Численность населения района Пирита на 1 января по данным Регистра народонаселения | Численность населения района Пирита на 1 января по данным Регистра народонаселения | Численность населения района Пирита на 1 января по данным Регистра народонаселения | Численность населения района Пирита на 1 января по данным Регистра народонаселения | Численность населения района Пирита на 1 января по данным Регистра народонаселения |
| 2003                                                                               | 2004                                                                               | 2005                                                                               | 2006                                                                               | 2007                                                                               | 2008                                                                               | 2009                                                                               | 2010                                                                               | 2011                                                                               | 2012                                                                               | 2013                                                                               | 2014                                                                               |
| ---------------------------------------------------------------------------------- | ---------------------------------------------------------------------------------- | ---------------------------------------------------------------------------------- | ---------------------------------------------------------------------------------- | ---------------------------------------------------------------------------------- | ---------------------------------------------------------------------------------- | ---------------------------------------------------------------------------------- | ---------------------------------------------------------------------------------- | ---------------------------------------------------------------------------------- | ---------------------------------------------------------------------------------- | ---------------------------------------------------------------------------------- | ---------------------------------------------------------------------------------- |
| 9384                                                                               | ↗10 388                                                                            | ↗11 299                                                                            | ↗12 277                                                                            | ↗13 235                                                                            | ↗14 039                                                                            | ↗14 595                                                                            | ↗15 135                                                                            | ↗15 567                                                                            | ↗16 636                                                                            | ↗17 019                                                                            | ↗17 373                                                                            |
| 2015                                                                               | 2016                                                                               | 2017                                                                               | 2018                                                                               | 2019*                                                                              | 2020                                                                               | 2021                                                                               | 2022                                                                               | 2023                                                                               | 2024                                                                               | 2025                                                                               |                                                                                    |
| ↗17 694                                                                            | ↗18 107                                                                            | ↗18 353                                                                            | ↗18 679                                                                            | ↘18 572                                                                            | ↗18 870                                                                            | ↗19 001                                                                            | ↗19 034                                                                            | ↗19 598                                                                            | ↗19 749                                                                            | ↗19 790                                                                            |                                                                                    |

* На 2 января
| Численность населения района Пирита на 1 января по данным Департамента статистики Эстонии** | Численность населения района Пирита на 1 января по данным Департамента статистики Эстонии** | Численность населения района Пирита на 1 января по данным Департамента статистики Эстонии** | Численность населения района Пирита на 1 января по данным Департамента статистики Эстонии** | Численность населения района Пирита на 1 января по данным Департамента статистики Эстонии** | Численность населения района Пирита на 1 января по данным Департамента статистики Эстонии** | Численность населения района Пирита на 1 января по данным Департамента статистики Эстонии** | Численность населения района Пирита на 1 января по данным Департамента статистики Эстонии** | Численность населения района Пирита на 1 января по данным Департамента статистики Эстонии** | Численность населения района Пирита на 1 января по данным Департамента статистики Эстонии** | Численность населения района Пирита на 1 января по данным Департамента статистики Эстонии** |
| 2015                                                                                        | 2016                                                                                        | 2017                                                                                        | 2018                                                                                        | 2019                                                                                        | 2020                                                                                        | 2021                                                                                        | 2022                                                                                        | 2023                                                                                        | 2024                                                                                        | 2025                                                                                        |
| ------------------------------------------------------------------------------------------- | ------------------------------------------------------------------------------------------- | ------------------------------------------------------------------------------------------- | ------------------------------------------------------------------------------------------- | ------------------------------------------------------------------------------------------- | ------------------------------------------------------------------------------------------- | ------------------------------------------------------------------------------------------- | ------------------------------------------------------------------------------------------- | ------------------------------------------------------------------------------------------- | ------------------------------------------------------------------------------------------- | ------------------------------------------------------------------------------------------- |
| 17 143                                                                                      | ↗17 526                                                                                     | ↗17 728                                                                                     | ↗18 041                                                                                     | ↗18 207                                                                                     | ↗18 553                                                                                     | ↗18 750                                                                                     | ↘17 354                                                                                     | ↗18 012                                                                                     | ↗18 470                                                                                     | ↗18 491                                                                                     |

** Данные Регистра народонаселения и Департамента статистики отличаются в связи с различиями в методиках расчёта.
Данные Регистра народонаселения о районе Пирита по состоянию на 1 января 2020 года:
- половая структура населения: женщины — 53 %, мужчины — 47 %;
- возрастная структура населения: дети в возрасте до 15 лет — 19,5 %, лица в возрасте 15–74 года — 74,1 %, лица в возрасте 75 лет и старше — 6,4 %;
- средний возраст жителей: 39,3 года.

Пирита испытывает нехватку мест в детских садах и школах, в частности, в 2016 году численность детей школьного возраста в районе составила 2500, а число мест в школах района — только 1300; учеников гимназического возраста в Пирита насчитывалось около 700, однако в Пиритаской гимназии училось только 180 гимназистов.

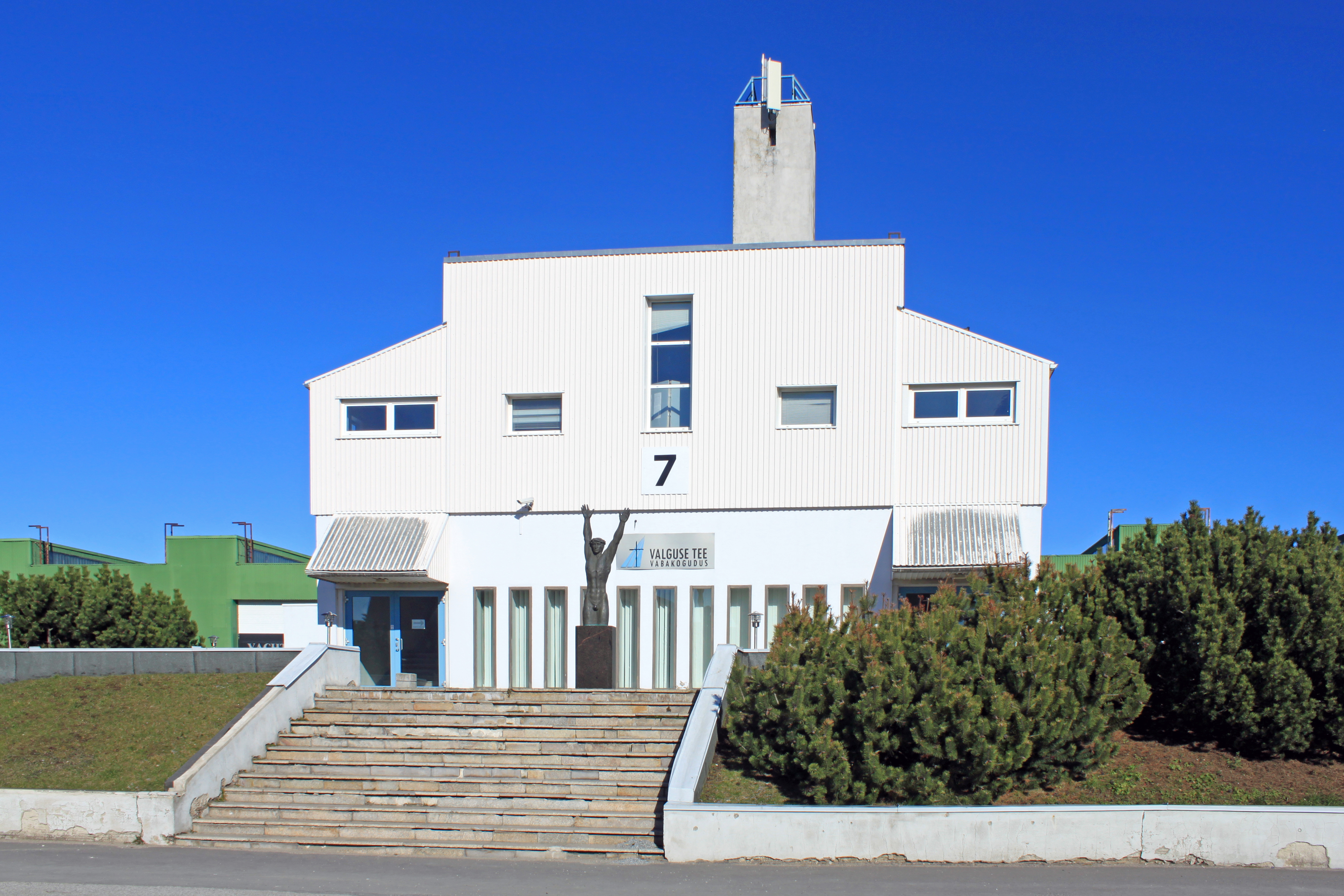
Церковь свободной общины «Путь света» в Парусном центре, Пирита

Национальный состав населения района Пирита, %:
| Национальность | 2019 год | 2020 год |
| -------------- | -------- | -------- |
| Эстонцы        | 75,0     | 73,8     |
| Русские        | 19,0     | 19,7     |
| Украинцы       | 1,8      | 1,9      |
| Белорусы       | 0,7      | 0,7      |
| Финны          | 0,7      | 0,7      |
| Евреи          | 0,4      | 0,3      |
| Латыши         | ..       | 0,2      |
| Татары         | 0,1      | 0,1      |
| Прочие         | 2,3      | 2,5      |

## Инфраструктура
В районе работают Пиритаская экономическая гимназия, Меривяльяская школа и Таллинская школа на открытом воздухе имени Константина Пятса, 4 муниципальных и 2 частных детских сада, 3 центра семейных врачей; услуги лечения и протезирования зубов оказывают 4 зуболечебных учреждения, работает Центр досуга, организующий, наряду с другими услугами и мероприятиями, летние детские лагеря.  
В 2012 году в районе было 216 торговых предприятий, из них розничной торговлей занимались 98, предприятий общественного питания — 30, предприятий сферы услуг — 56, гостиниц — 8. В районе также работают конторы различных банков и почтовое отделение.

## Общественный транспорт
Пирита соединяют с центром города 4 автобусных маршрута: № 1, 8, 34, 38; автобус № 6 ездит по внутрирайонному маршруту.

## Достопримечательности

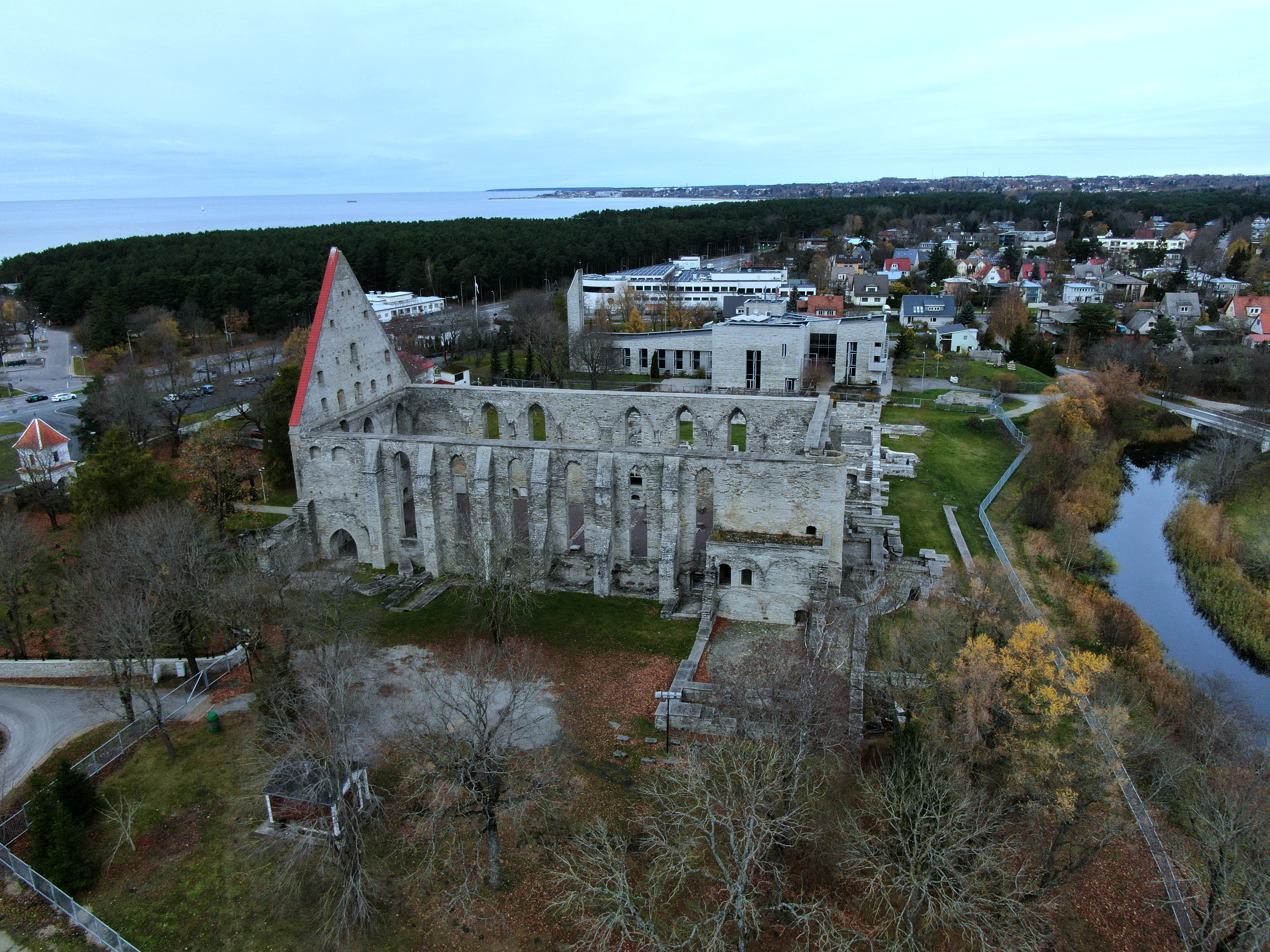
Монастырь Святой Бригитты и новый Пиритаский монастырь с высоты птичьего полёта, 2021 год

К достопримечательностям района Пирита относятся:
- развалины монастыря Святой Бригитты (вместе со старинным кладбищем внесены в Государственный регистр памятников культуры Эстонии)[26];
- Олимпийский центр парусного спорта (внесён в Государственный регистр памятников культуры Эстонии в 1999 году[27]). В Таллине проходили все олимпийские соревнования по парусному спорту в рамках Летних Олимпийских игр 1980 года;
- телебашня (высота 314 метров, была построена к Олимпийским играм 1980 года);
- долина реки Пирита (природный парк), охраняется государством с 1957 года[28]. Природный парк охватывает 523,1 гектара, и в нём произрастает  28 редких видов растений[29];
- мемориальный ансамбль Маарьямяэ. Первая часть комплекса была построена 1975–1960 годах и носила название «Мемориальный ансамбль в память борцов за советскую власть в Эстонии». В 2018 году была построена вторая часть комплекса — Мемориал жертвам коммунизма. Там же находится восстановленное немецкое военное кладбище.

## Объекты досуга
- Морской пляж Пирита. В летние дни является одним из самых популярных мест отдыха среди таллинцев и гостей столицы. Длина пляжа составляет 2,4 километра и в солнечные дни его посещает до 20 тысяч человек[29].
- Пиритаский спортивный комплекс. Включает в себя велодром, теннисный корт, площадку для настольного тенниса, открытый ледовый каток (работает только зимой) и тропы здоровья. Предоставляются услуги аренды спортивного снаряжения[30]. В приморском парке Лиллепи есть специальные дорожки для катания на роликовых коньках и велосипедах.
- Лодочная станция «Bell Marine» на реке Пирита. Прокат лодок, водных велосипедов и каяков работает с 1 июня по 31 августа[31].

## Галерея

Район Пирита
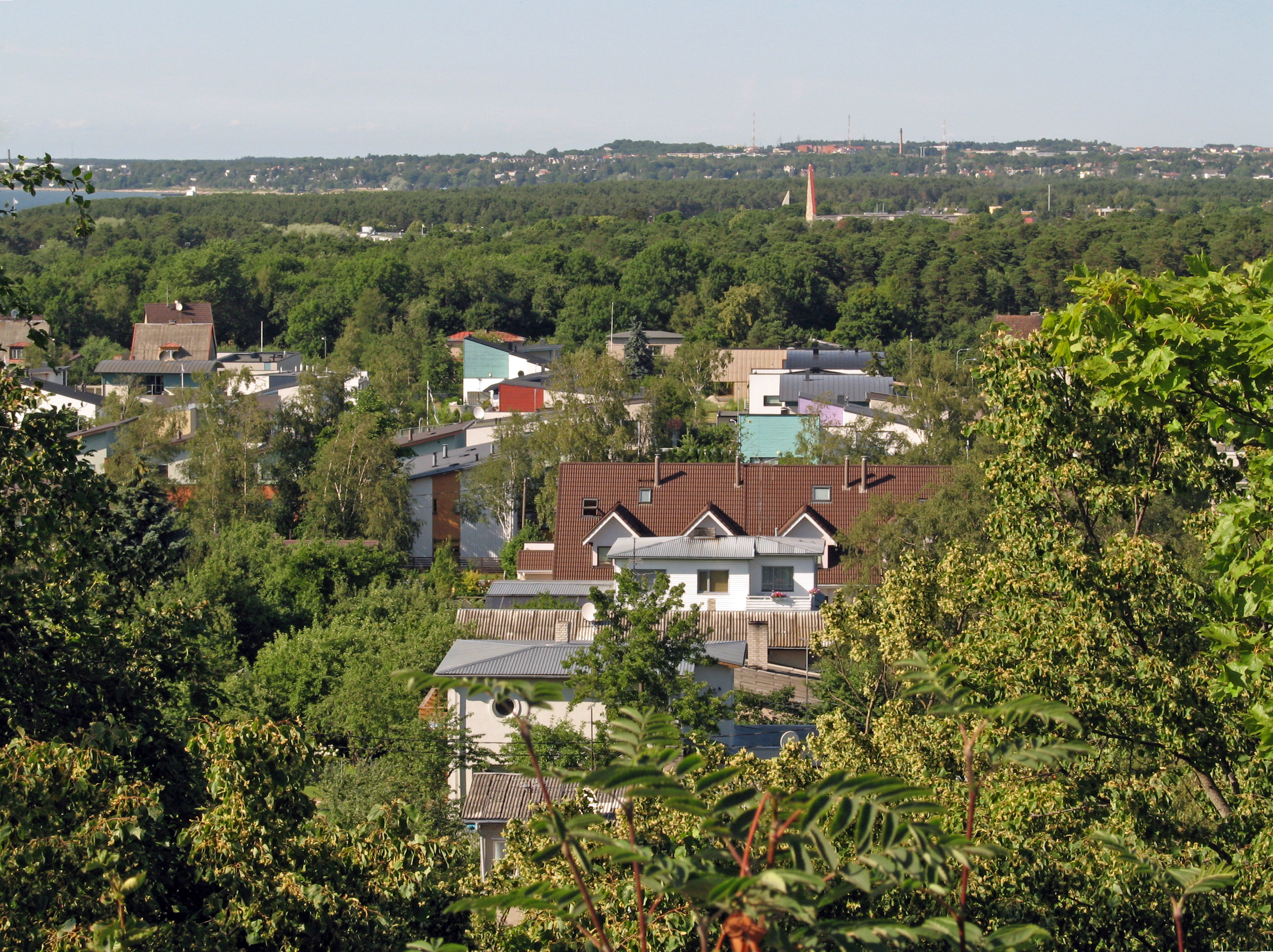
Вид на район Пирита из Ласнамяэ
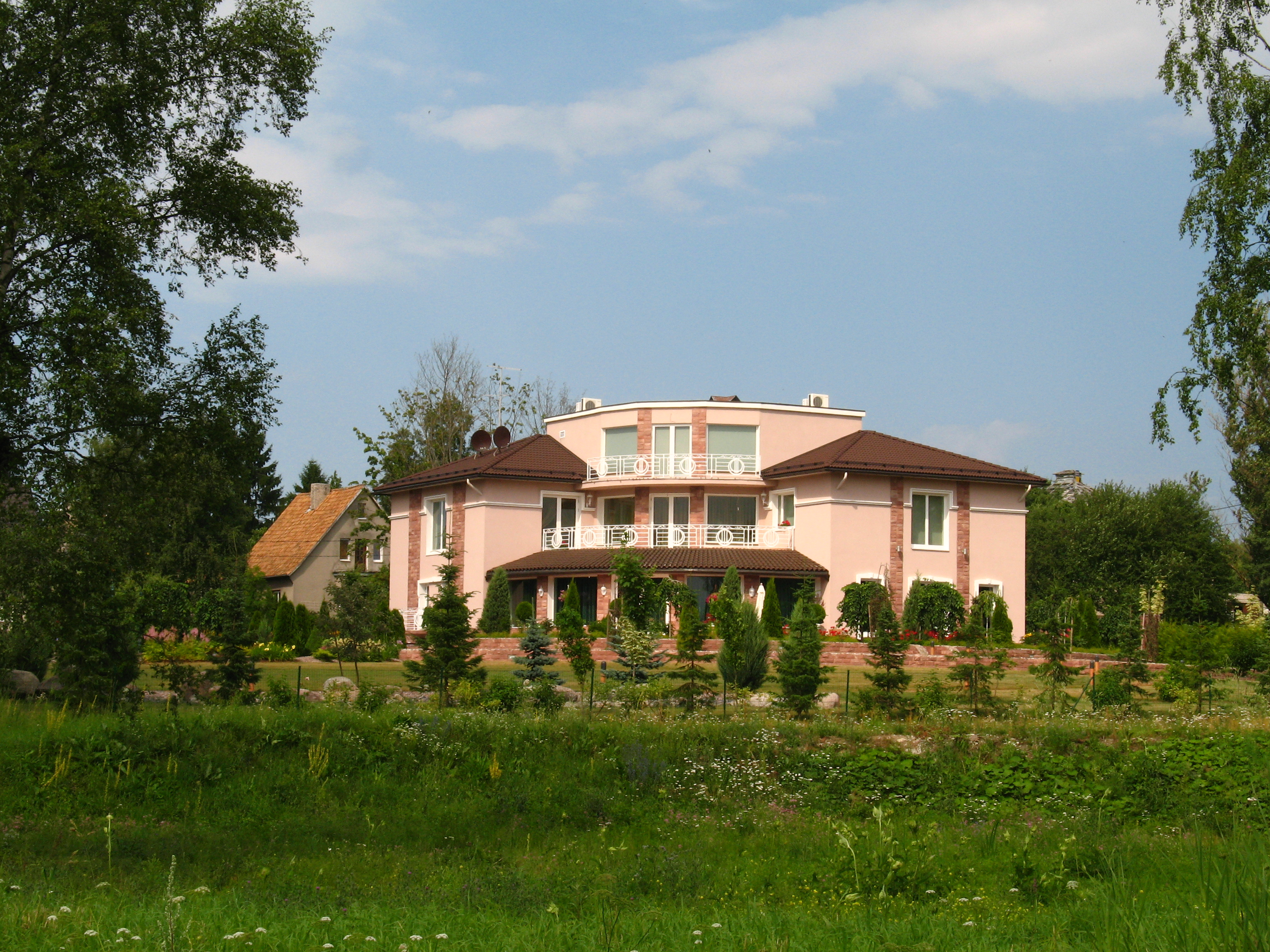
Жилые дома
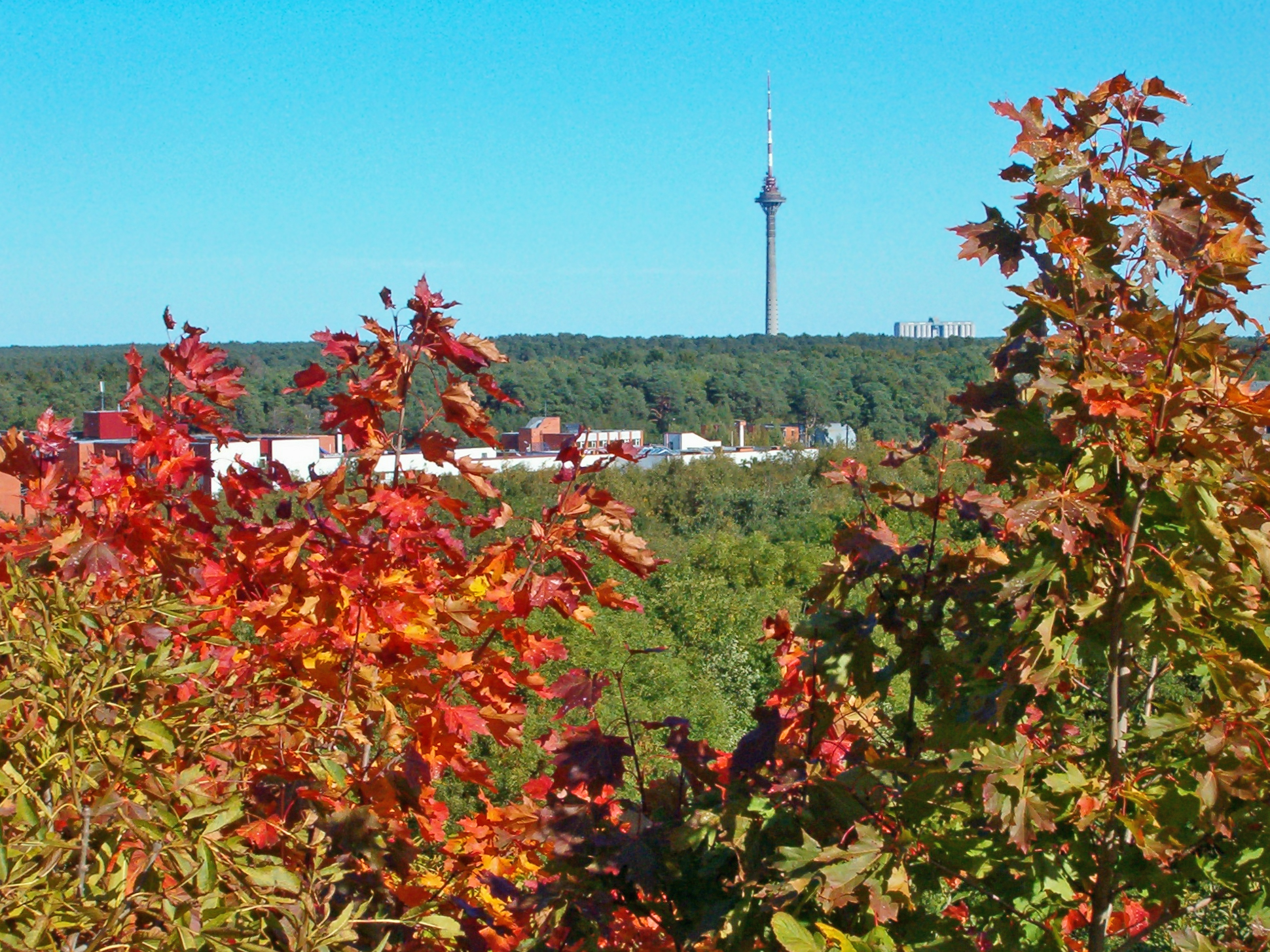
Вид на район Пирита и телебашню с глинта Ласнамяги
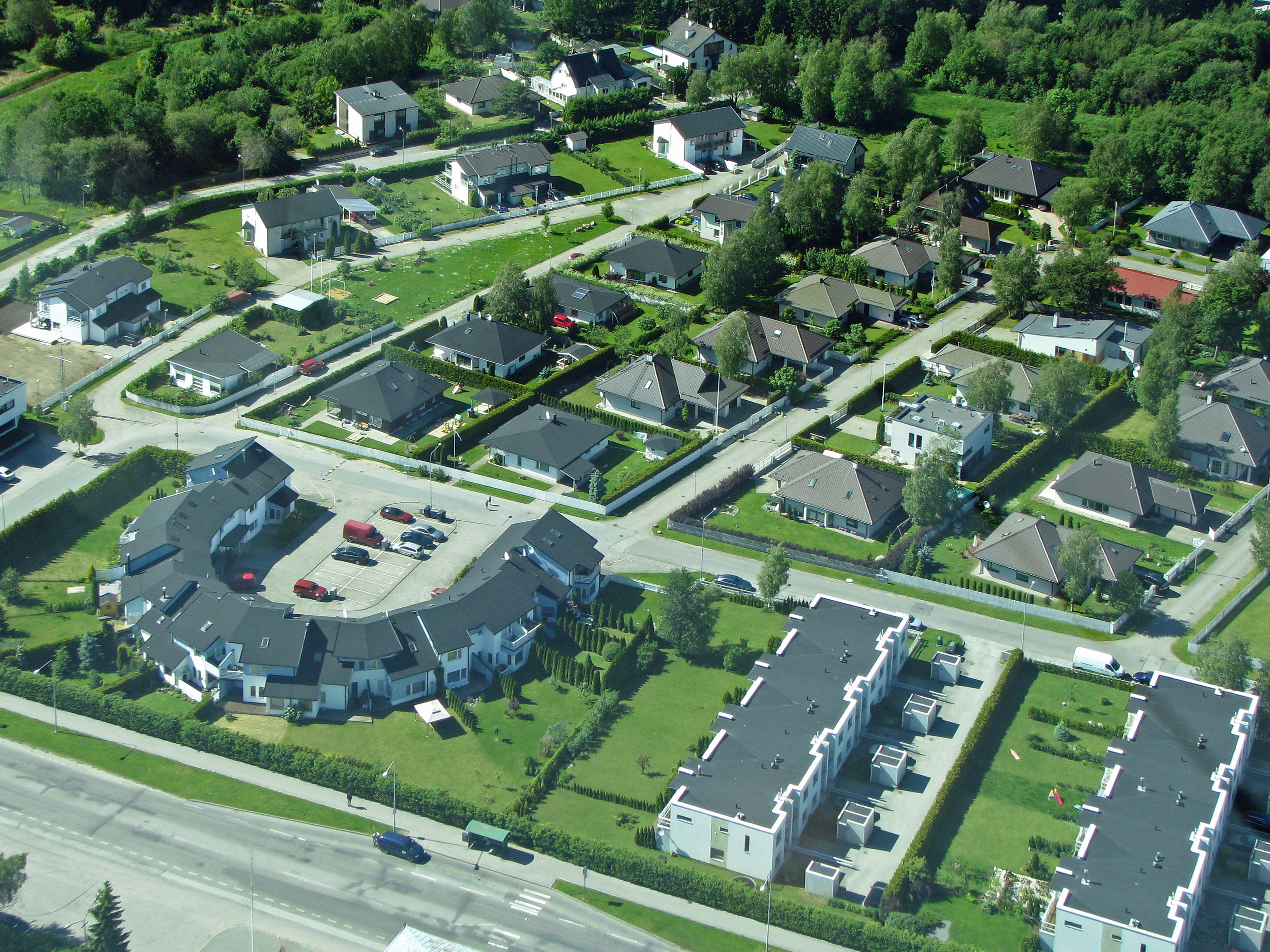
Новые жилые дома возле телебашни
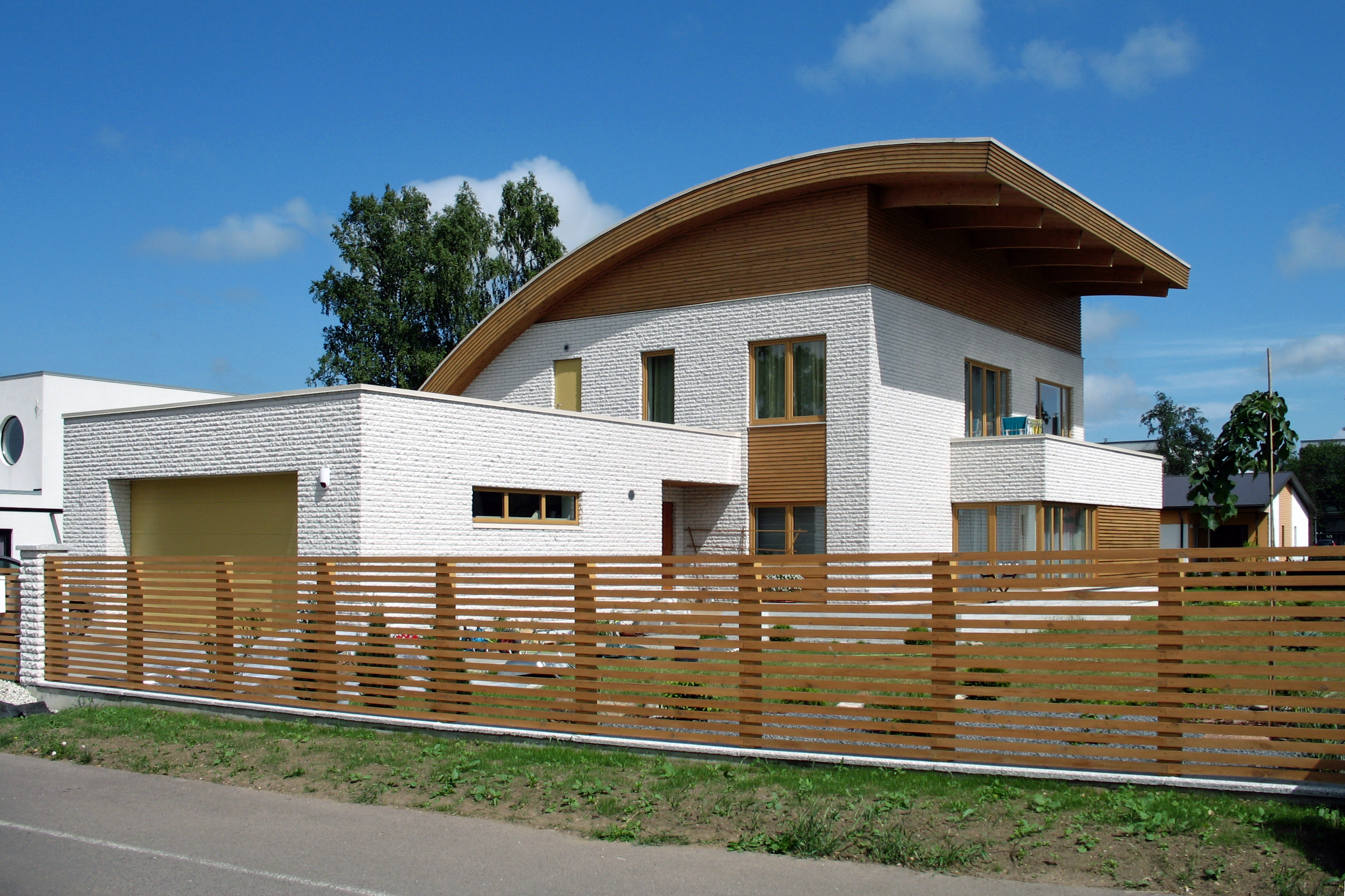
Улица Куслапуу
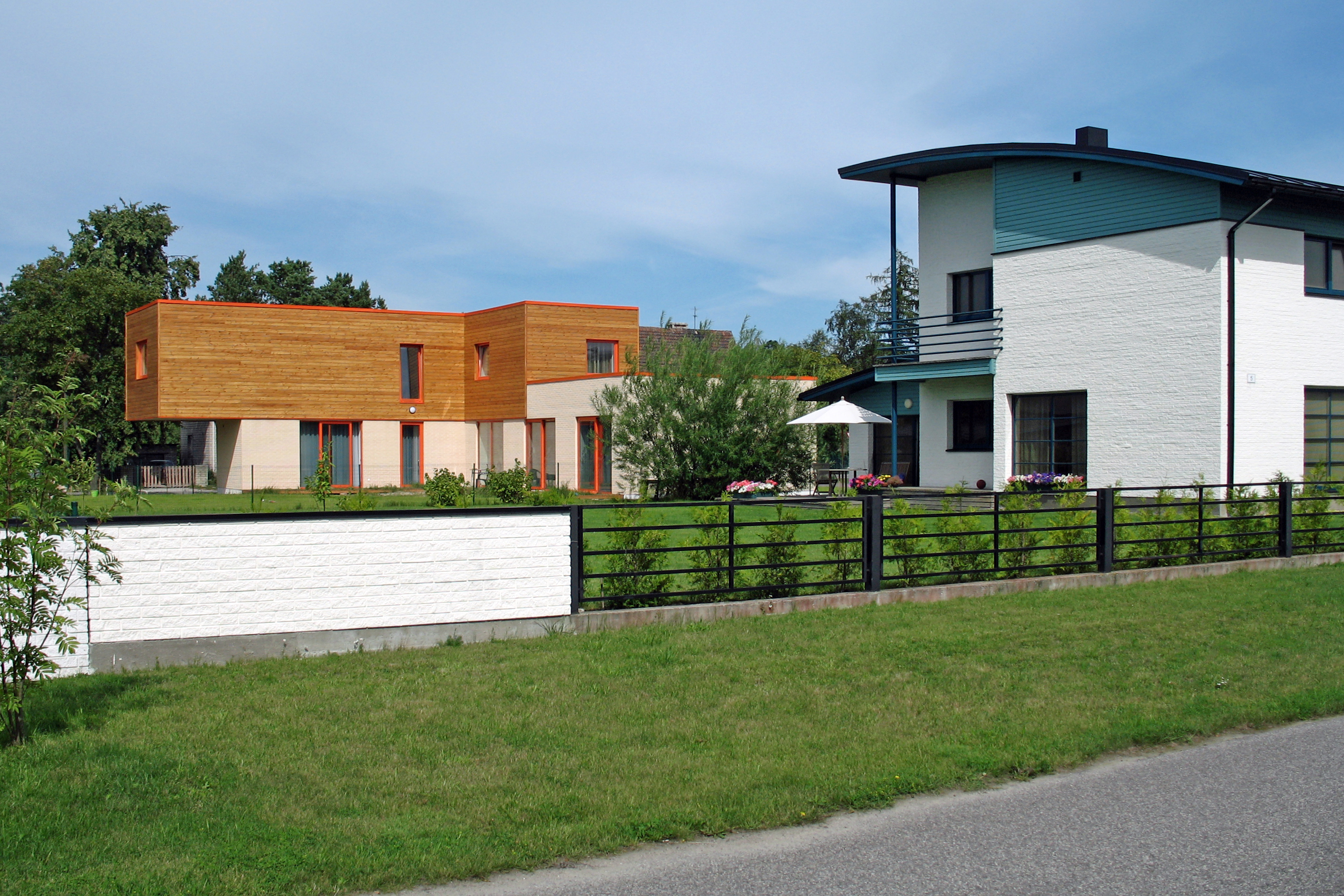
Улица Папли
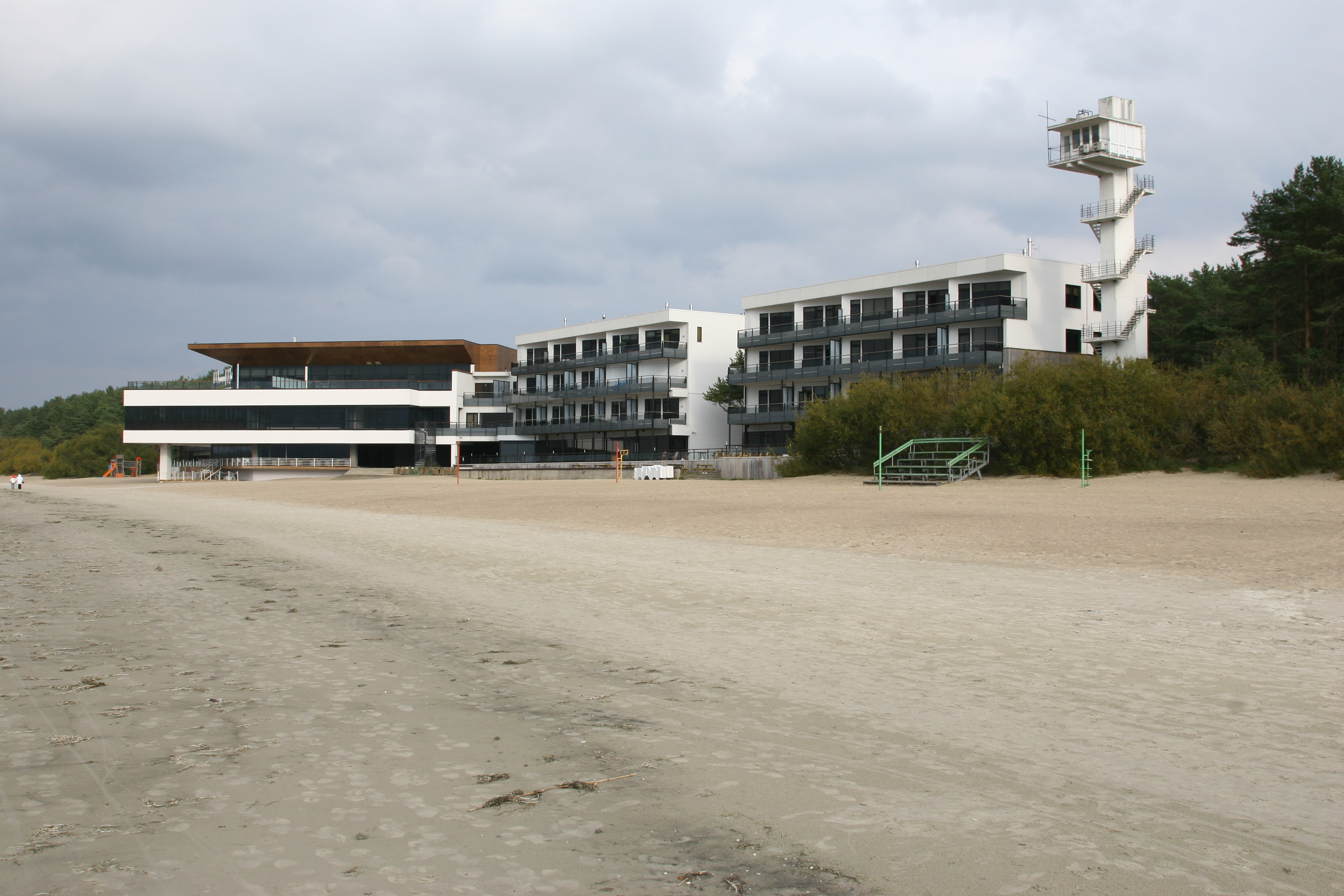
Пляжное здание Пирита и жилые дома на его месте, 2008 год
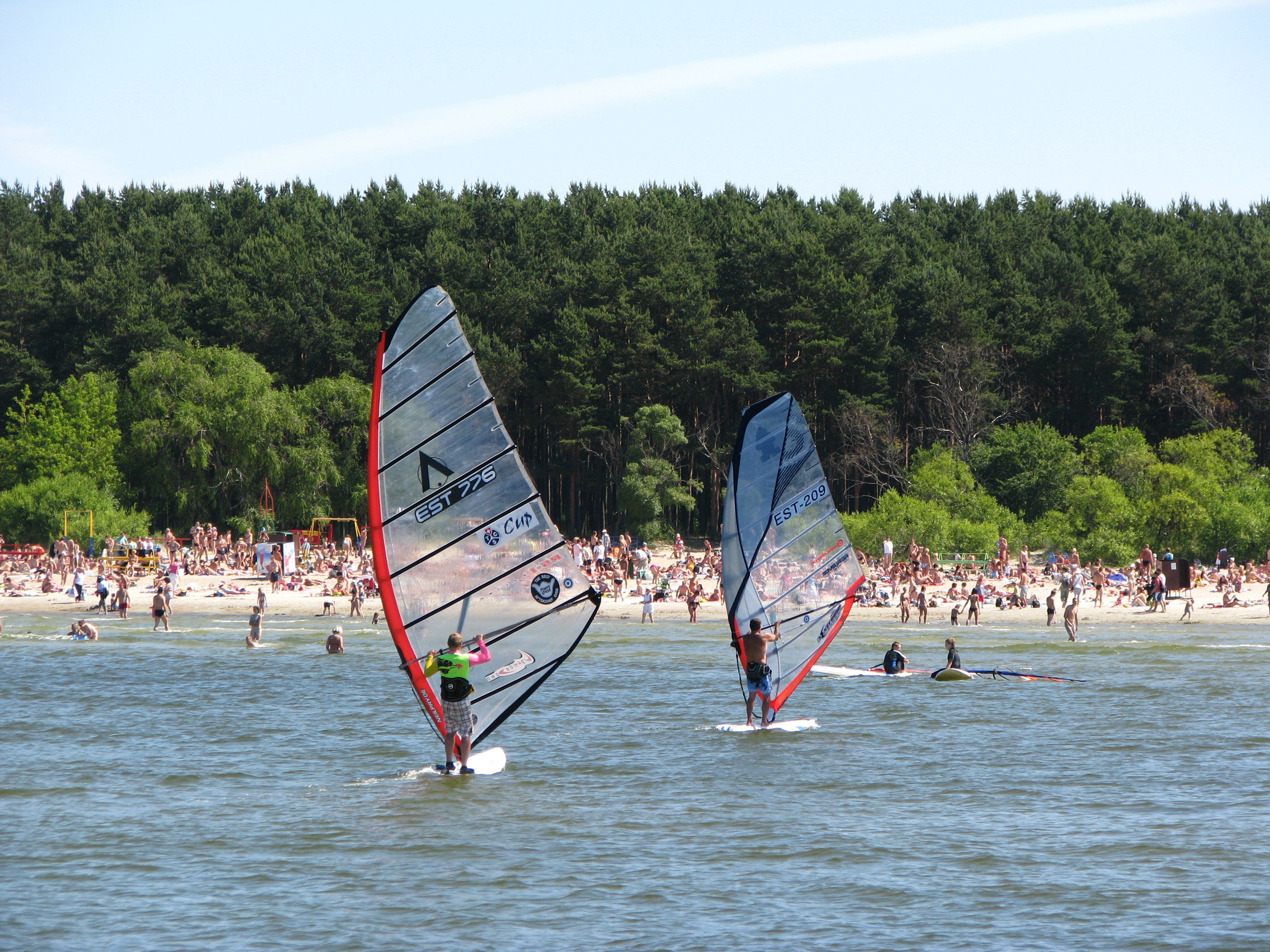
Пляж Пирита летом
Набережная в Пирита осенним вечером
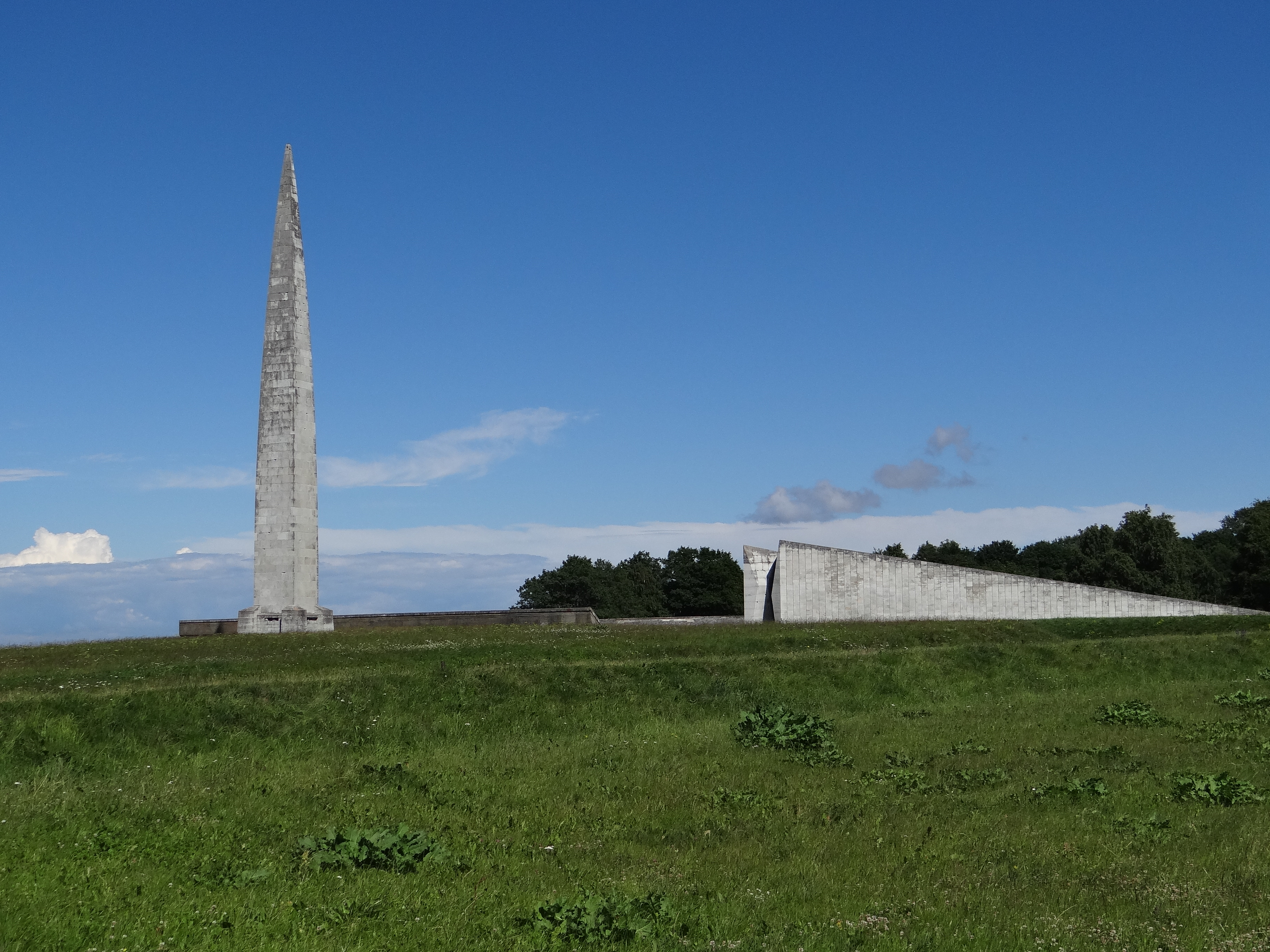
Мемориал на Маарьямяги
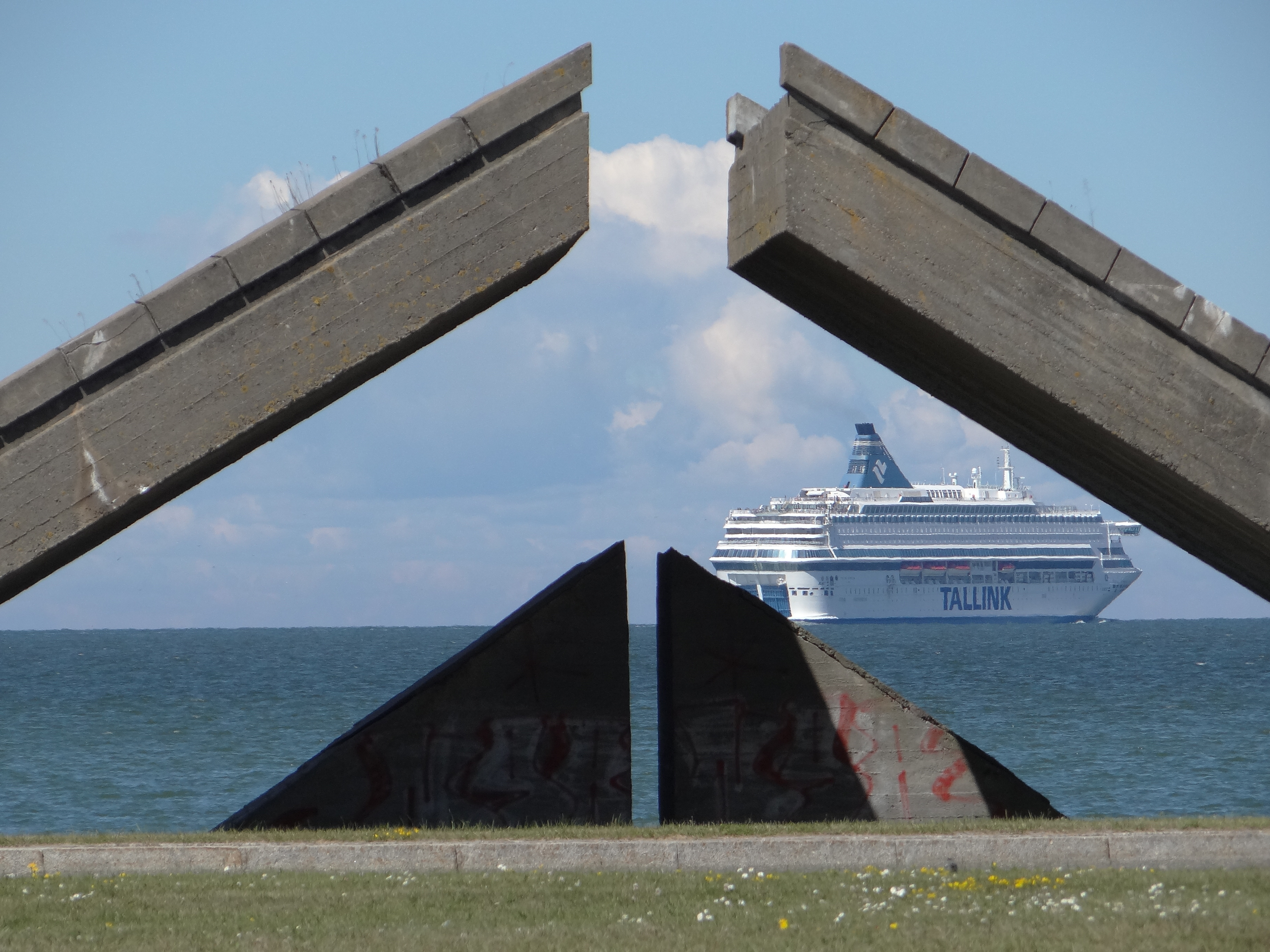
Фрагмент мемориала на Маарьямяги
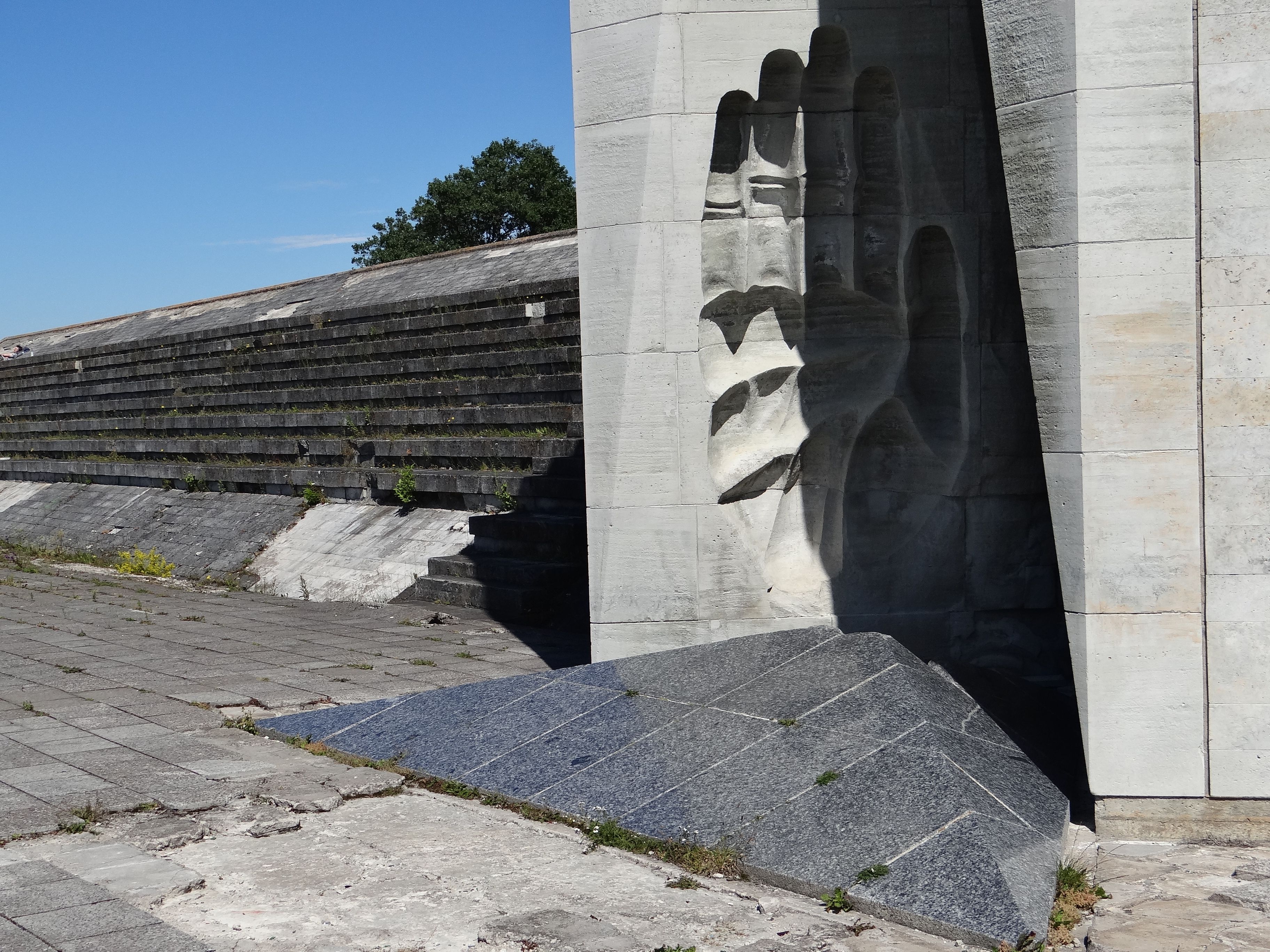
Здесь горел «Вечный огонь»
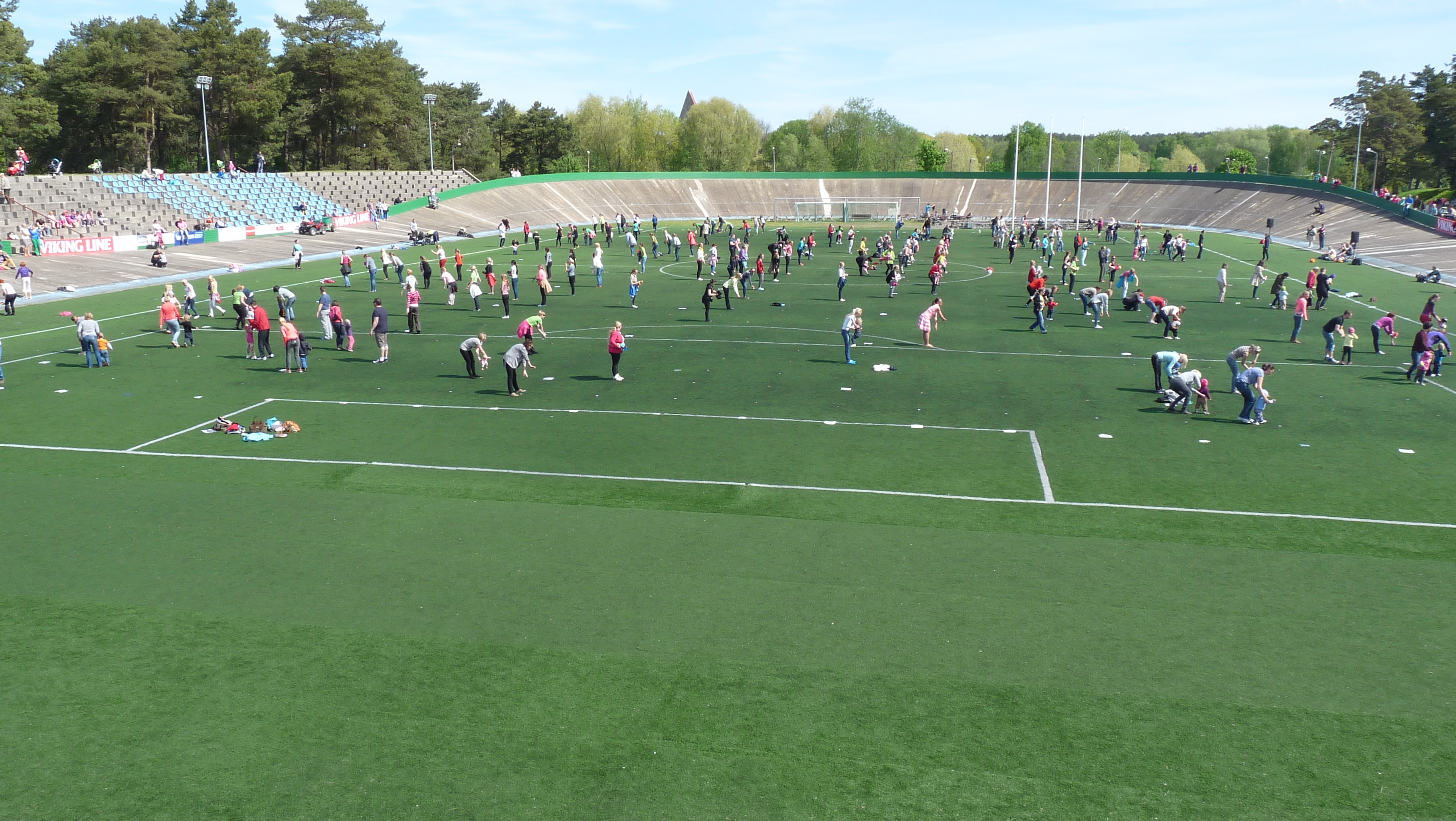
Семейное мероприятие на Пиритаском велодроме
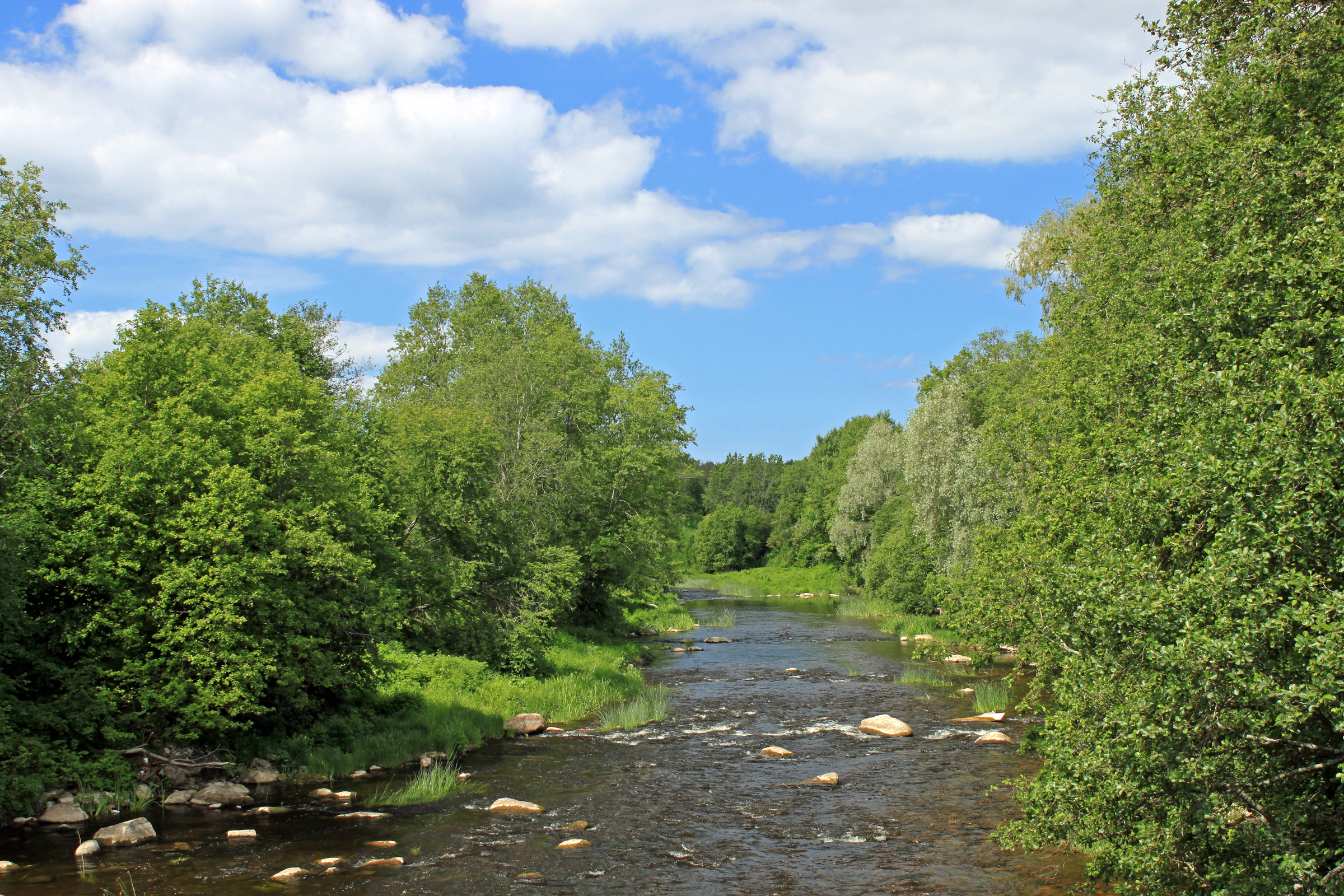
Река Пирита в микрорайоне Козе
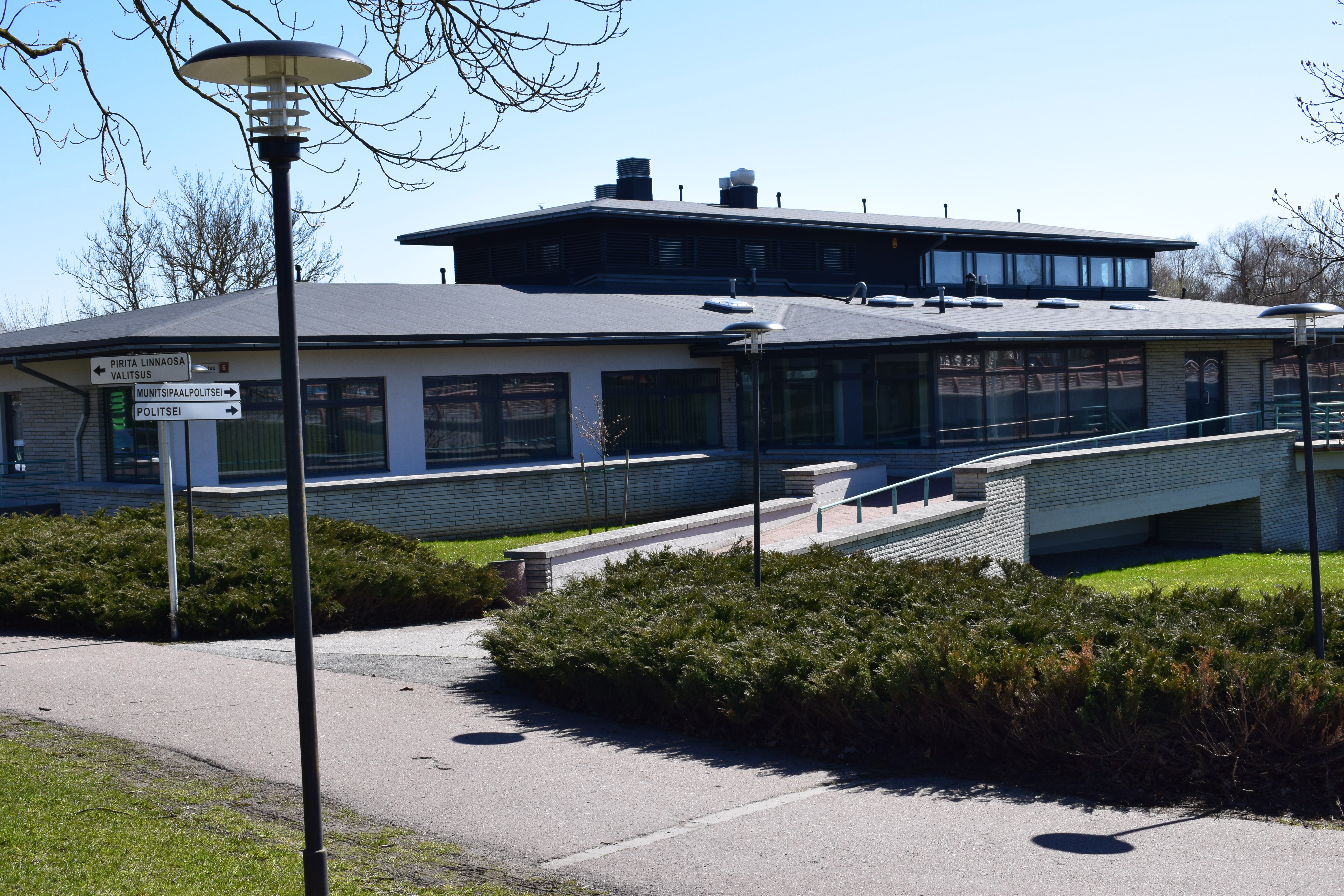
Здание районной управы